# Дани од снова
Дани од снова је југословенски филм из 1980. године. Режирао га је Влатко Гилић, који је написао и сценарио.

## Радња
У амбијенту бесконачног пространства, ужарених поља девојка Јелена проводи своје летње празнике чувајући стадо оваца. Иако изгледа да је немогуће промени њену усамљеност, с оближњег аеродрома авиони прелећу Јеленино поље и један од њих се издваја. Пилот и Јелена започињу праву младалачку љубав.

## Улоге
| Глумац                  | Улога |
| ----------------------- | ----- |
| Владислава Милосављевић |       |
| Борис Комненић          |       |
| Љиљана Крстић           |       |
| Светозар Цветковић      |       |
| Невенка Филиповић       |       |